# فهرس كافة العناكب
فهرس كافة العناكب (بالإنجليزية: World Spider Catalog)‏ هو عبارة عن قاعدة بيانات بحثية على الويب معنية بعلم تصنيف العناكب. وتهدف إلى إدراج جميع الفصائل والأجناس والأنواع المعتمدة، كما تتيح الوصول إلى المعلومات التصنيفية ذات الصلة. وقد بدأ هذا الفهرس كسلسلة من صفحات الويب المستقلة عام 2000، والمبتكر بواسطة نورمان بلاتنيك من المتحف الأمريكي للتاريخ الطبيعي. وبعد تقاعد بلاتنيك عام 2014، استولى متحف بيرن للتاريخ الطبيعي في سويسرا على الفهرس وحوَّله إلى قاعدة بيانات مترابطة.
واعتباراً من يونيو 2022، كان قد تم إدراج 50,151 نوع معتمد.
وتقع رتبة الرتيلاوات (العناكب) في المرتبة السابعة على مستوى جميع الرتب من حيث الأكثر امتلاكاً للأنواع. فوجود فهرس كافة العناكب يجعل العناكب أضخم وحدة تصنيفية بِسجل منتظم التحديث على الويب. حيث يتم وصفه "بالمرجع الشامل" الذي "طور ميزة بحثية دقيقة وضاعف الإنتاجية" في علم تصنيف العناكب.